# Töver
Töver war ein Bremer Volumenmaß und als Kalkmaß in Anwendung.
- 1 Töver = 4 Balje = 15 Kubikfuß = 0,376 Kubikmeter = 375,507 Liter
- 1 Balje = 0,094 Kubikmeter = 93,877 Liter

Rückschluss:
- 1 Kubikmeter = 2,663 Töver = 10,652 Baljen